# Dollgener Grund
Dollgener Grund este o arie protejată (arie specială de conservare — SAC, sit de importanță comunitară — SCI) din Germania întinsă pe o suprafață de 78,4 ha, integral pe uscat.

## Localizare
Centrul sitului Dollgener Grund este situat la coordonatele 52°00′19″N 14°01′25″E / 52.0053°N 14.0236°E.

## Înființare
Situl Dollgener Grund a fost declarat sit de importanță comunitară în februarie 1999 pentru a proteja 1 specie de animale. Situl a fost protejat și ca arie specială de conservare în iunie 1992.

## Biodiversitate
Situată în ecoregiunea continentală, aria protejată conține 6 habitate naturale: Lacuri eutrofice naturale cu vegetație de tip Magnopotamion sau Hydrocharition, Pajiști cu Molinia pe soluri calcaroase, turboase sau argilos-nămoloase (Molinion caeruleae), Fânețe de joasă altitudine (Alopecurus pratensis, Sanguisorba officinalis), Mlaștini turboase de tranziție și turbării mișcătoare, Păduri acidofile de stejar bătrân cu Quercus robur pe câmpii nisipoase, Mlaștini împădurite.
La baza desemnării sitului se află o specie protejată de  mamifere: vidră de râu (Lutra lutra).
Pe lângă speciile protejate, pe teritoriul sitului au mai fost identificate 16 specii de plante, 2 specii de amfibieni.